# TV3 (NPS)
TV3 was een televisieprogramma in 2004 en 2005 van de NPS over actualiteiten uit de media- en cultuurwereld. Matthijs van Nieuwkerk en Hadassah de Boer presenteerden het programma. Aldith Hunkar, het duo Mijke Loeven en Jamaine van de Vegt en Art Rooijakkers verzorgden korte reportages in beeld (zoals de Jakhalzen in De Wereld Draait Door).
Het programma werd drie seizoenen lang doordeweeks dagelijks uitgezonden: van 26 april tot 1 oktober 2004, van 25 april tot 1 juli 2005 en van 29 augustus tot 23 september 2005.
De Wereld Draait Door kan min of meer als een voortzetting van dit programma worden beschouwd.